# Park Narodowy Biogradska Gora
Park Narodowy Biogradska Gora (czarn. Национални парк Биоградска гора, Nacionalni park Biogradska gora) – park narodowy w Czarnogórze zajmujący powierzchnię 56,5 km². Utworzony w 1952, jako jeden z trzech pierwszych parków narodowych Czarnogóry. Obejmuje fragment gór – od piętra leśnego po szczyty ponad 2000 m n.p.m.
Flora liczy ponad 2000 gatunków, z czego aż 86 gatunków drzew i krzewów. Najcenniejszym elementem przyrody jest kompleks pierwotnych lasów o powierzchni 1600 ha. Ozdobą parku są jeziora polodowcowe, spośród których największe i najbardziej znane jest Biogradsko jezero. Zachowała się tradycyjna architektura wsi oraz skupienia typowych dla tej części Bałkanów drewnianych szałasów pasterskich zwanych katun. Park jest wpisany na listę programu Człowiek i Biosfera.

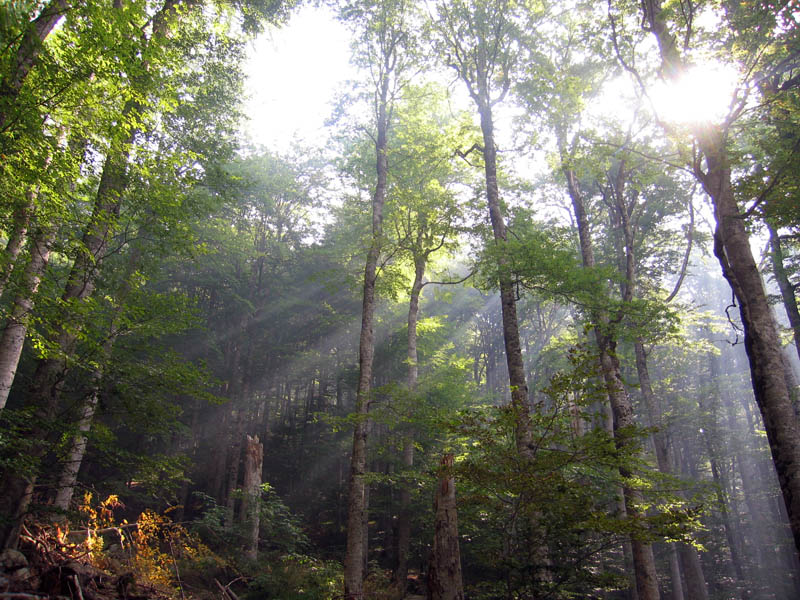
Las pierwotny w parku narodowym Biogradska Gora
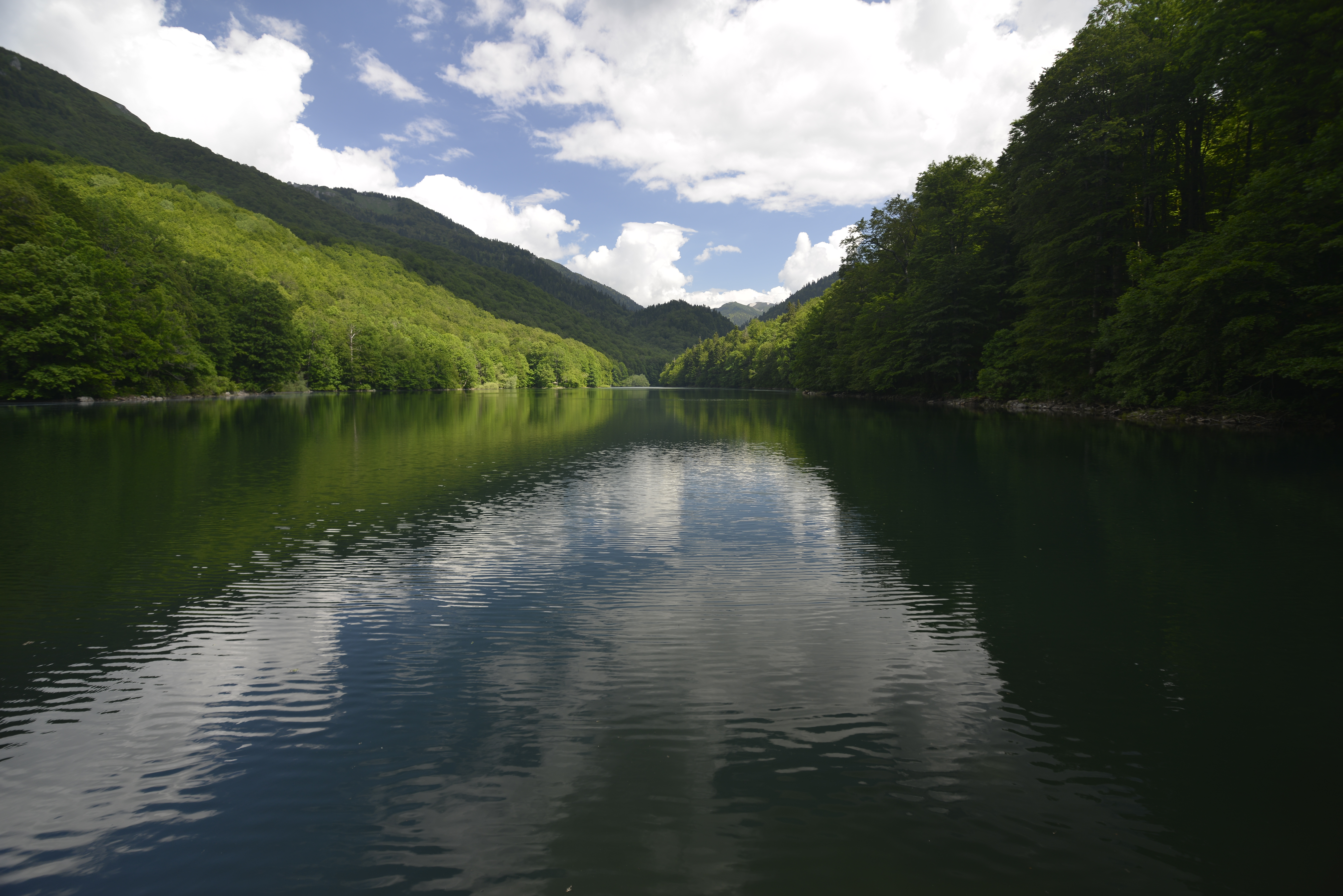
Jezioro Biogradsko jezero
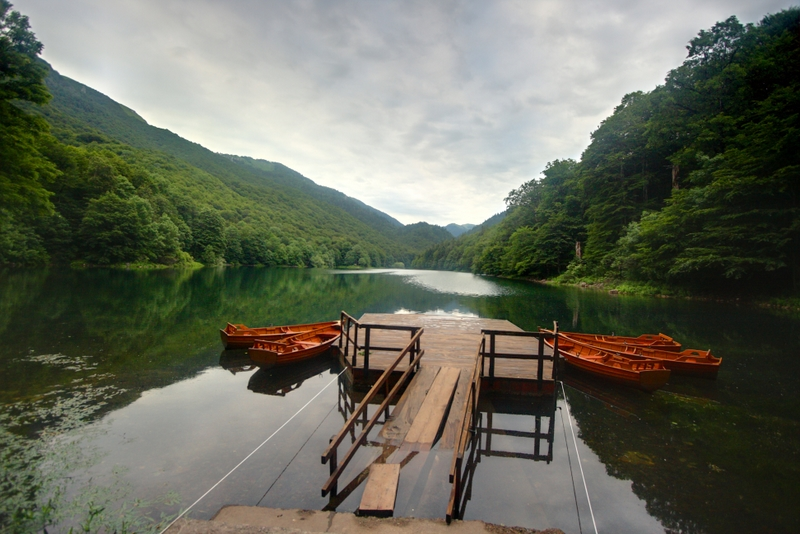
Turystyczne łodzie wiosłowe na jeziorze

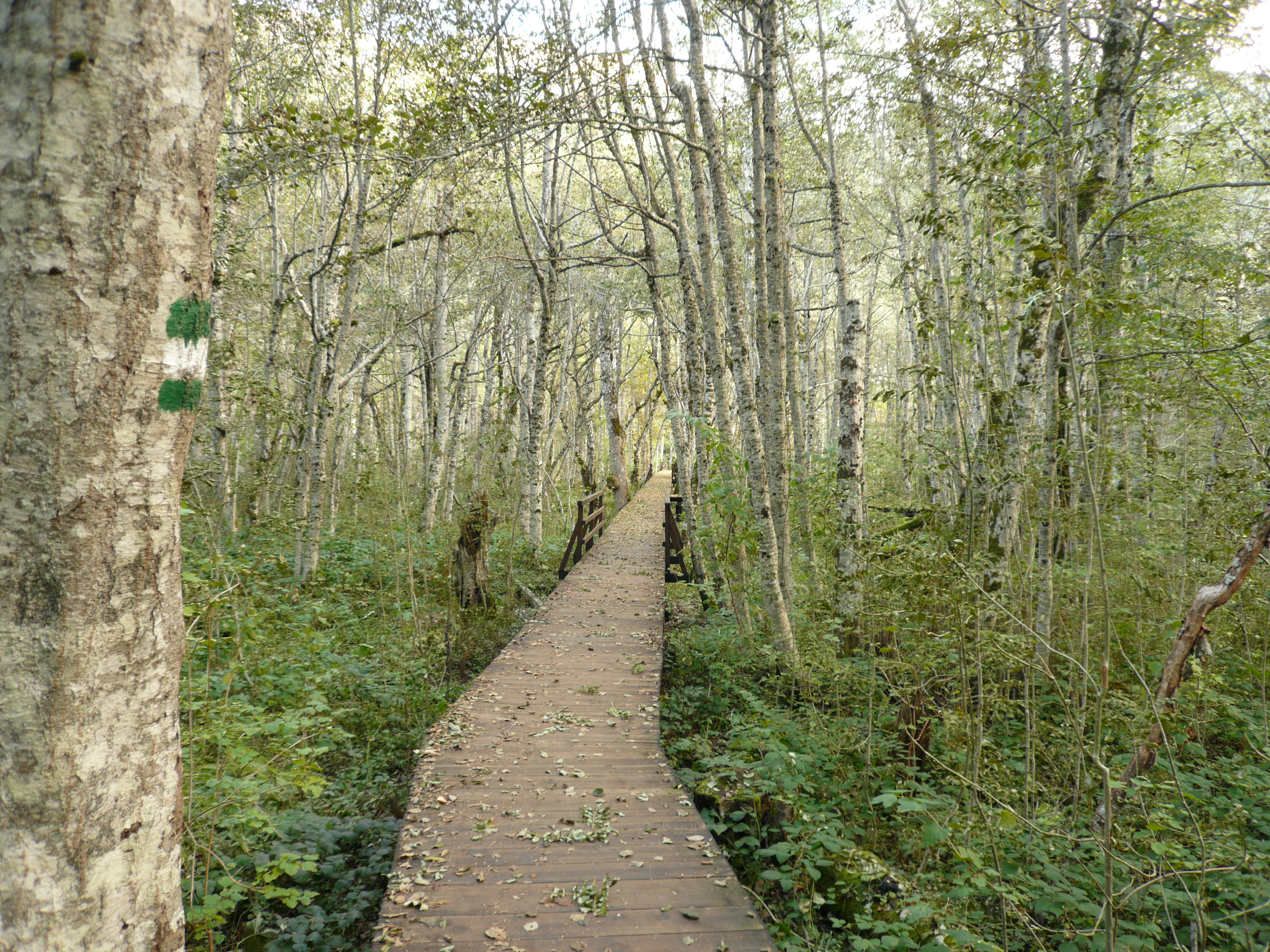
Szlak turystyczny wokół jeziora
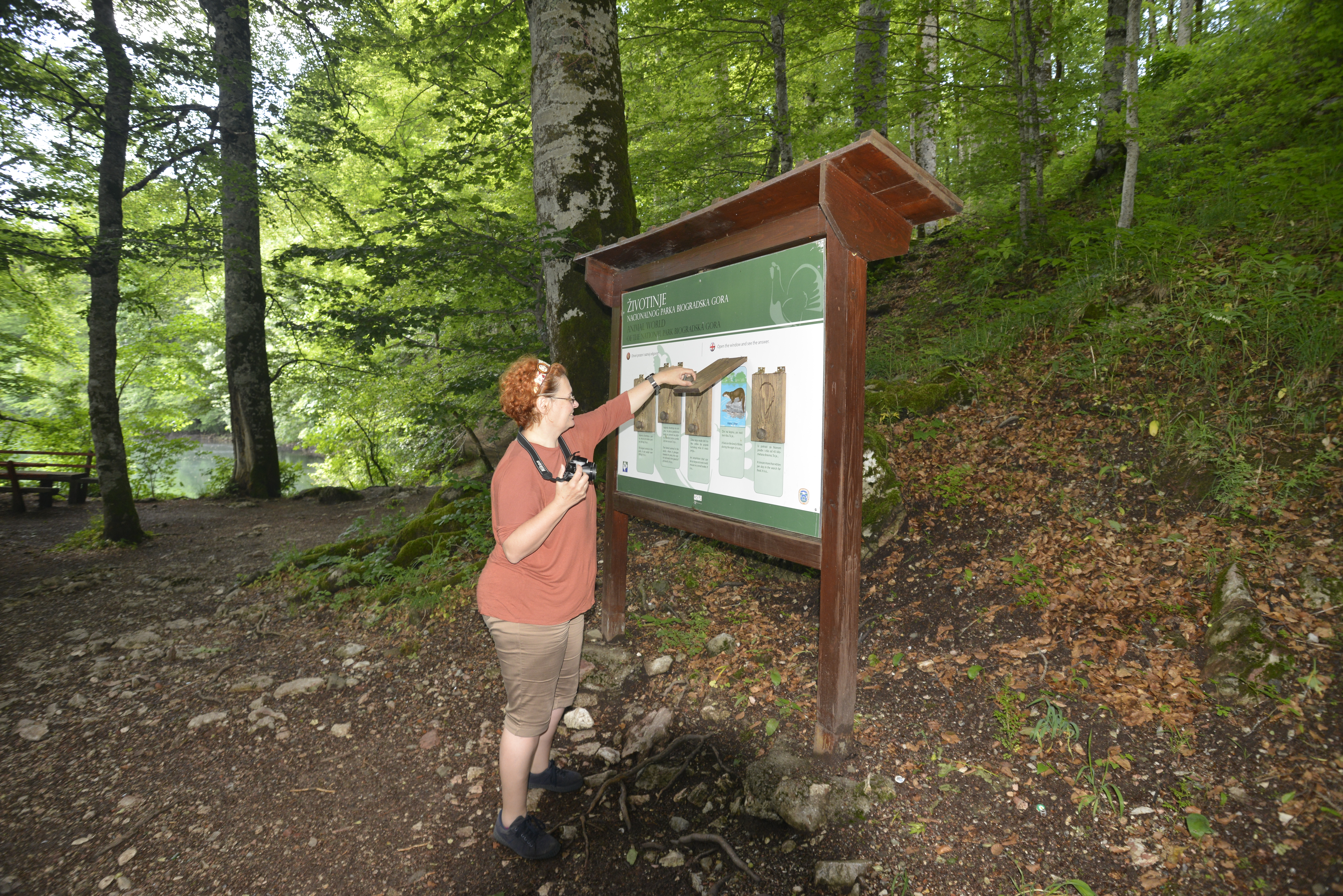
Tablice edukacyjne wzdłuż szlaku turystycznego
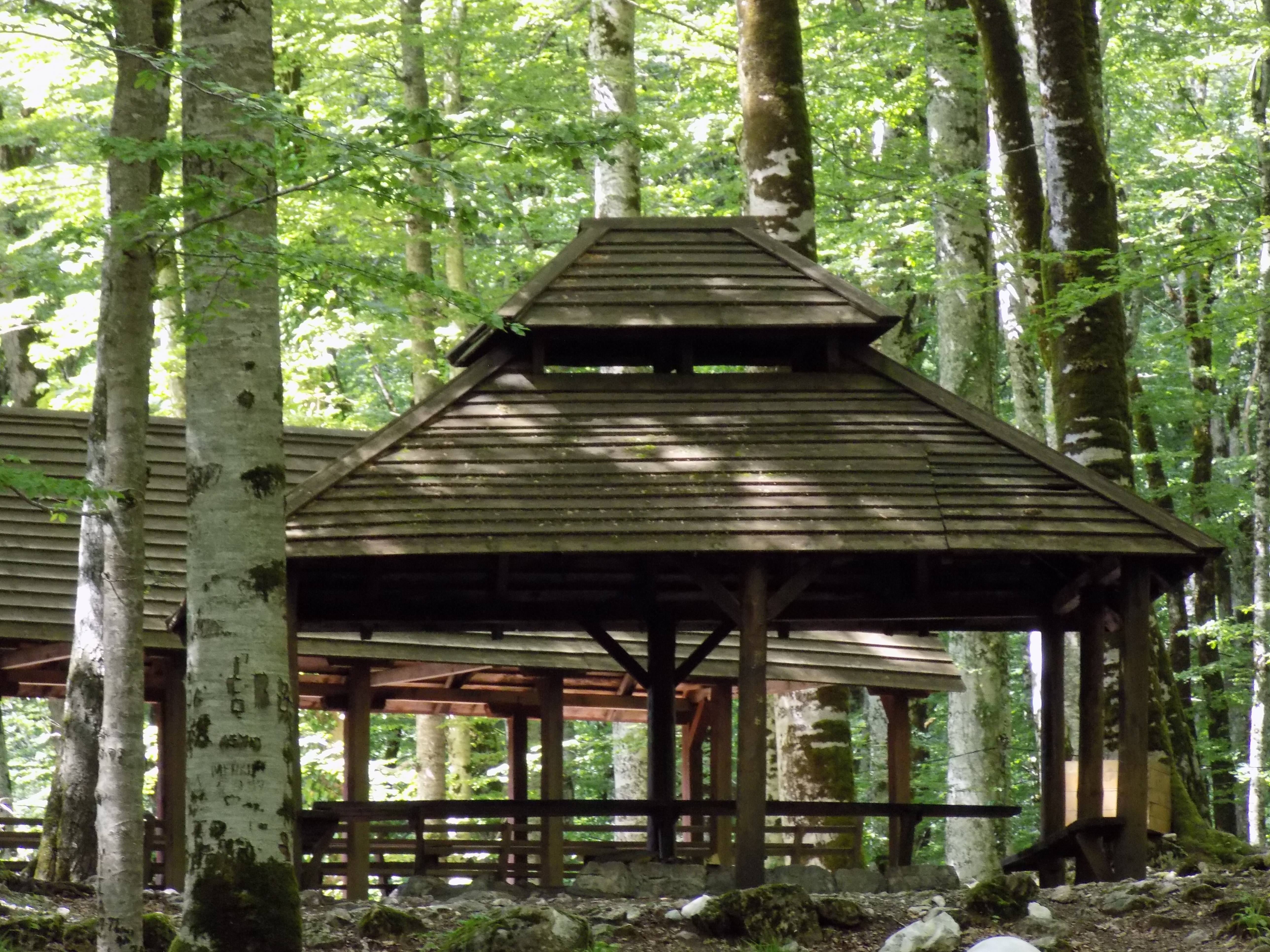
Altana nad brzegiem jeziora